# Lamials
Les lamials (Lamiales) són un ordre de plantes angiospermes. L'actual sistema APG IV de classificació de les angiospermes situa aquest ordre dins del clade de les làmides, un subclade de les astèrides, i s'hi inclouen unes 24 famílies. Aquest ordre conté més de 23.700 espècies agrupades en més d'un miler de gèneres.

## Característiques de l'ordre

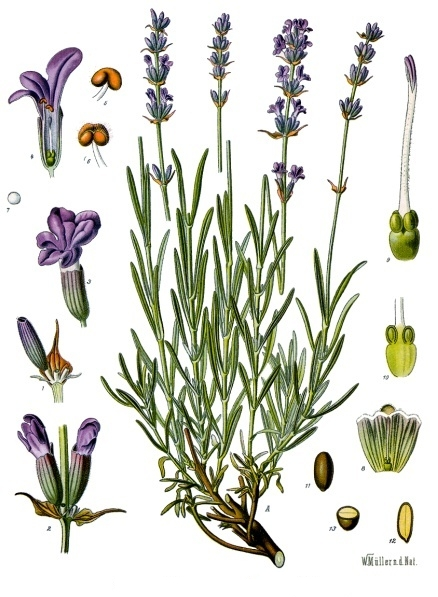
Exemple de característiques de Lamials (mostrat en l'espècie Lavandula angustifolia)

Tot i que l'ordre és significativament més heterogeni del que era sota el sistema de classificació de Cronquist, les Lamials ampliat es recolza en un nombre substancial de caràcters tècnics i moleculars que són comuns en totes les seves famílies. Per exemple, els carbohidrats s'emmagatzemen com a oligosacàrids i no com a midó, les fulles tenen estomes especialitzats i les plantes solen produir flavones oxigenades i altres compostos químics únics. Altres caràcters més fàcilment recognoscibles són les fulles generalment oposades, la presència freqüent de pèls glandulars i els fruits majoritàriament capsulars.
Molts membres de l'ordre tenen flors de simetria bilateral (corol·les de forma irregular amb un sol pla de simetria), amb menys estams que pètals. En moltes espècies la corol·la té dos llavis, el superior compost per dos pètals i l'inferior per tres. El nombre de pètals de cada llavi de vegades no és evident. Els llavis poden ser de la mateixa mida, o un pot ser notablement més gran. Una protuberància cap amunt, el paladar, a la part central del llavi inferior és pronunciada en algunes espècies, com la boca de drac comuna (Antirrhinum majus), en què tanca la gola de la corol·la. La base de la corol·la pot tenir un esperó que es projecta cap enrere, com en l'heura de Kenilworth (Cymbalaria muralis), el lli dels gripaus (Linària), les herbes de la bufeta (Utriculària) i les herbes de la mantega (Pinguicula); aquest esperó és el lloc de producció del nèctar.
Les espècies de plantes dins de l'ordre de les lamials són eudicotiledònies i són herbàcies o tenen tiges llenyoses. Les flors zigomorfes són comunes a les lamials, tenint cinc pètals amb un llavi superior de dos pètals i llavi inferior de tres pètals; tanmateix, també s'observen flors actinomorfes. Les espècies de plantes dins de l'ordre tenen potencialment cinc estams, però aquests es redueixen típicament a dos o quatre. Lamials també produeixen un sol estil unit a un ovari que conté típicament dos carpels. L'ovari en l'ordre Lamiales és principalment superior. La inflorescència dels labials sol veure's com a cimosa, raïm o espiga. Pèls glandulars estan presents en les lamials.

## Hàbitat
L'ordre de les lamials es pot trobar en gairebé tota mena d'hàbitats arreu del món. Aquests hàbitats inclouen boscos, valls, prades, terrenys rocosos, selves tropicals, els tròpics, regions temperades, aiguamolls, costes, i fins i tot zones glaçades.

## Taxonomia
Aquest ordre va ser descrit per primer cop l'any 1838 a la revista Magazine of Natural History de Londres pel naturalista irlandès Edward Ffrench Bromhead (1789-1855).

### Famílies
A la classificació del vigent sistema APG IV (2016), dins de l'ordre de les lamials hi havia les 24 famílies següents:
- Acanthaceae Juss.
- Bignoniaceae Juss.
- Byblidaceae Domin
- Calceolariaceae Olmstead
- Carlemanniaceae Airy Shaw
- Gesneriaceae Rich. & Juss.
- Lamiaceae Martinov
- Lentibulariaceae Rich.
- Linderniaceae Borsch, Kai Müll. & Eb.Fisch.
- Martyniaceae Horan.
- Mazaceae Reveal
- Oleaceae Hoffmanns. & Link
- Orobanchaceae Vent.
- Paulowniaceae Nakai
- Pedaliaceae R.Br.
- Phrymaceae Schauer
- Plantaginaceae Juss.
- Plocospermataceae Hutch.
- Schlegeliaceae Reveal
- Scrophulariaceae Juss.
- Stilbaceae Kunth
- Tetrachondraceae Wettst.
- Thomandersiaceae Sreem.
- Verbenaceae J.St.Hil.

També hi havia alguns ordres sense assignar a cap família, entre ells Peltanthera i Wightia, que estudis posteriors han portar a proposar la seva inclusió en famílies pròpies:
- Peltantheraceae Molinari (2016)[17]
- Wightiaceae Bo Li, B. Liu, S. Liu & Y. H. Tan (2019)[18]

## Història taxonòmica

### Sistema APG
A primera versió del sistema de classificació APG (1998) va reconèixer l'ordre de les lamials amb una composició de 21 famílies. A la segona versió, APG II (2003) l'ordre també era format per 21 famílies, però respecte a la versió anterior desapareixen quatre famílies, Avicenniaceae, Buddlejaceae, Cyclocheilaceae i Myoporaceae, se n'afegeixen quatre, Calceolariaceae, Carlemanniaceae, Martyniaceae i Plocospermataceae. A la tercera versió, APG III (2009), l'ordre era format per 23 famílies, es van afegir Linderniaceae i Thomandersiaceae. A la quarta versió, APG IV (2016), es va afegir la família de les Mazaceae.
| APG I | APG II | APG III | APG IV |
| Acanthaceae Avicenniaceae Bignoniaceae Buddlejaceae Byblidaceae Cyclocheilaceae Gesneriaceae Lamiaceae Lentibulariaceae Myoporaceae Oleaceae Orobanchaceae Paulowniaceae Pedaliaceae Phrymaeeae Plantaginaceae Schlegeliaceae Scrophulariaceae Stilbaceae Tetrachondraceae Verbenacaceae | Acanthaceae Bignoniaceae Byblidaceae Calceolariaceae Carlemanniaceae Gesneriaceae Lamiaceae Lentibulariaceae Martyniaceae Oleaceae Orobanchaceae Paulowniaceae Pedaliaceae Phrymaeeae Plantaginaceae Plocospermataceae Schlegeliaceae Scrophulariaceae Stilbaceae Tetrachondraceae Verbenacaceae | Acanthaceae Bignoniaceae Byblidaceae Calceolariaceae Carlemanniaceae Gesneriaceae Lamiaceae Lentibulariaceae Linderniaceae Martyniaceae Oleaceae Orobanchaceae Paulowniaceae Pedaliaceae Phrymaeeae Plantaginaceae Plocospermataceae Schlegeliaceae Scrophulariaceae Stilbaceae Tetrachondraceae Thomandersiaceae Verbenacaceae | Acanthaceae Bignoniaceae Byblidaceae Calceolariaceae Carlemanniaceae Gesneriaceae Lamiaceae Lentibulariaceae Linderniaceae Mazaceae Martyniaceae Oleaceae Orobanchaceae Paulowniaceae Pedaliaceae Phrymaeeae Plantaginaceae Plocospermataceae Schlegeliaceae Scrophulariaceae Stilbaceae Tetrachondraceae Thomandersiaceae Verbenacaceae |

### Classificació clàssica

#### Cronquist
En l'antic sistema Cronquist (1981) l'ordre de les lamials era reconegut dins la subclasse de les Asteridae, però tenia una delimitació molt diferent, estava format per tan sols 4 famílies, que agrupaven unes 7800 espècies:
- Lennoaceae
- Boraginaceae
- Verbenaceae
- Lamiaceae

#### Takhtajan
Al sistema Takhtajan (1997), l'ordre de les lamials contenia set famílies, i era dins del superordre Lamianae que formava part de la subclasse les Lamiidae:
- Verbenaceae
- Phrymaceae
- Cyclocheilaceae
- Symphoremataceae
- Avicenniaceae
- Viticaceae
- Lamiaceae

## Usos
Les lamials són un grup divers de plantes que inclou diverses espècies d'importància econòmica i ecològica. Els membres de l'ordre s'utilitzen àmpliament en diversos camps, com la medicina, l'alimentació, l'agricultura i l'horticultura ornamental.

### Usos medicinals
Moltes plantes de l'ordre de les lamials tenen usos medicinals tradicionals i moderns a causa dels seus compostos bioactius:
- Lavanda (Lavandula): s'utilitza pels seus efectes calmants; l'oli de lavanda és popular en l'aromateràpia per a la relaxació i l'alleujament de l'estrès. També s'utilitza en tractaments tòpics per a cremades i picades d'insectes.
- Menta (Mentha spp.): coneguda pels seus beneficis digestius, la menta s'utilitza per alleujar la indigestió, les nàusees i els mal de cap. També té propietats antimicrobianes.
- Equinàcia (Echinacea purpurea): sovint s'utilitza per estimular el sistema immunitari i reduir la gravetat i la durada dels refredats.
- Digital (Digitalis purpurea): conté compostos utilitzats en medicaments per al cor, com la digoxina, que poden ajudar a tractar la insuficiència cardíaca i les arítmias.

### Usos culinaris
Diverses plantes de l'ordre s'utilitzen àmpliament per donar sabor i en la cuina:
- Alfàbrega (Ocimum basilicum): una herba popular a la cuina, especialment en les cuines mediterrània i del sud-est asiàtic. S'utilitza fresca o seca en amanides, pastes, sopes i salses.
- Farigola (Thymus vulgaris): s'utilitza en la cuina pel seu sabor aromàtic, la farigola és un ingredient clau en molts plats salats.
- Orenga (Origanum vulgare): comunament utilitzat a la cuina mediterrània, especialment en pizzes i salses per a pasta, així com en carns i amanides.
- Sàlvia (Salvia officinalis): sovint s'utilitza per donar sabor a carns, especialment en farcits i l'elaboració de salsitxes, i també en infusions.

### Usos en agricultura i medi ambient
Algunes espècies de l'ordre tenen aplicacions en l'agricultura i la conservació del medi ambient:
- Sèsam (Sesamum indicum): les llavors de la planta de sèsam són un cultiu important per a l'extracció d'oli. L'oli de sèsam s'utilitza en la cuina, en cosmètics i en productes medicinals.
- Verbena (Verbena officinalis): encara que principalment ornamental, la verbena també pot tenir un paper en l'atracció de pol·linitzadors beneficiosos per als cultius i jardins.

### Usos ornamentals
Moltes plantes de l'ordre s'utilitzen amb finalitats decoratives a causa de les seves flors vibrants i el fullatge atractiu:
- Buganvíl·lea (Bougainvillea): coneguda per les seves bràctees acolorides i papiràcies, la buganvíl·lea és un arbust ornamental popular utilitzat en paisatgisme i com a planta enfiladissa.
- Petúnies (Petunia spp.): Plantes comunament conreades per les seves flors acolorides i fragants, les petúnies s'utilitzen àmpliament en jardins i cistelles penjants.

### Usos de fibres i materials
Algunes plantes de l'ordre de les lamials es conreen per les seves fibres:
- Lli (Linum usitatissimum): les fibres de lli s'utilitzen per produir teixit de lli, mentre que les seves llavors (llavors de lli) són valorades pel seu contingut nutricional, particularment en àcids grassos omega-3.

### Control de contaminació i estabilització del sòl
Plantes de coberta del sòl: Moltes espècies de Lamials, com l'heura terrestre (Glechoma hederacea), s'utilitzen per estabilitzar el sòl i reduir l'erosió. Es planten sovint en jardins per prevenir l'escorrentia del sòl.

### Aromateràpia i fragàncies
Lavanda, Menta i Romaní (Rosmarinus officinalis): Els olis essencials extrets d'aquestes plantes s'utilitzen en aromateràpia per a la relaxació, l'alleujament de l'estrès i per millorar la claredat mental.

### Productes cosmètics i de cura personal
Àloe vera (Aloe vera, de vegades ubicada a les Lamials): Coneguda per les seves propietats calmants i curatives, el gel d'àloe vera s'utilitza en productes per a la cura de la pell per tractar cremades, hidratació i com a ingredient en cosmètics.

### Producció de tanins
Algunes plantes de l'ordre Lamials, com les espècies de roure (tot i que pertanyen a una família relacionada), poden ser fonts de taníns, que s'usen en l'adobat de cuir i altres processos industrials.

## Espècies tòxiques
L'ordre  de les Lamials inclou diverses plantes, algunes de les quals poden ser tòxiques per als humans, els animals o tots dos. Moltes d'aquestes plantes contenen compostos bioactius potents que actuen com a mecanismes de defensa natural contra herbívors o patògens. Algunes d'aquestes plantes són tòxiques a causa de la presència d'alcaloides, glucòsids o altres substàncies químiques. Alguns exemples notables de plantes verinoses de l'ordre Lamiales són:
- Digital (Digitalis purpurea) els seus compostos tòxics són glucòsids cardíacs (digitoxina, digoxina). La digital és una de les plantes més conegudes per la seva toxicitat. Les toxines afecten el cor i poden causar símptomes com nàusees, vòmits, diarrea, confusió, batecs irregulars del cor i, fins i tot, la mort. No obstant això, els glucòsids cardíacs extrets de la digital també s'utilitzen en dosis controlades en la medicina per tractar afeccions cardíaques (per exemple, insuficiència cardíaca i arítmies). Perill: Totes les parts de la planta, incloent-hi les fulles, flors i llavors, són tòxiques si s'ingereixen.[30]
- Baladre (Nerium oleander) els seus compostos tòxics són glucòsids cardíacs (oleandrina, neriïna). El baladre és una planta altament tòxica, especialment les seves flors, fulles i tiges. Les toxines poden causar greus trastorns gastrointestinals (vòmits, diarrea), així com arítmies cardíaques, somnolència i fins i tot la mort. Igual que la digital, els compostos tòxics del baladre també tenen usos medicinals en dosis molt controlades per al tractament del cor, però la intoxicació accidental és comuna a causa del seu ús ornamental. Totes les parts de la planta són tòxiques, i la ingestió fins i tot de petites quantitats pot ser fatal, especialment en nens o mascotes.[30]
- Herba del diable o estramoni (Datura stramonium) els seus compostos tòxics són alcaloides de tropà (escopolamina, hiosciamina, atropina). L'estramoni és coneguda pels seus efectes tòxics, especialment a causa de la presència d'alcaloides de tropà. Aquests compostos poden causar al·lucinacions, deliri, boca seca, visió borrosa, freqüència cardíaca ràpida i, en casos extrems, coma o mort. L'estramoni es troba sovint en jardins i de vegades es consumeix erròniament pels seus efectes al·lucinògens, però és altament perillosa. Totes les parts de la planta, particularment les llavors, són altament tòxiques. Fins i tot una petita quantitat pot causar intoxicació.[30]
- Belladona (Atropa belladonna) (Nota: Aquest gènere, encara que de vegades es considera part de la família Solanaceae, en algunes classificacions botàniques es pot trobar relacionat amb les Lamiales a causa de similituds en l'estructura de les famílies de plantes). Els seus compostos tòxics són alcaloides de tropà (atropina, escopolamina, hiosciamina). La belladona, també coneguda com la planta mortal, conté alcaloides que poden causar intoxicació greu. Els símptomes inclouen pupil·les dilatades, sensibilitat a la llum, visió borrosa, taquicàrdia (augment de la freqüència cardíaca), confusió, al·lucinacions i convulsions. La planta ha estat històricament utilitzada com a verí. Totes les parts de la planta, particularment les baies i les fulles, són tòxiques. Fins i tot petites dosis poden ser letals, especialment en nens.[30]
- Lila comuna (Syringa vulgaris) el seu compost tòxic és la siringina (un glucòsid). Encara que no tan mortal com algunes altres plantes de l'ordre Lamiales, la lila comuna conté un compost glucòsid, la siringina, que pot causar toxicitat lleu si s'ingereix. Els símptomes inclouen nàusees, vòmits i diarrea. Típicament, la toxicitat és lleu, però el consum de les fulles o flors, especialment en grans quantitats, pot resultar en intoxicació.
- Lantana (Lantana camara) el seu compost tòxic és el lantadè A i B (triterpenoides). La lantana és una planta ornamental comuna, però és tòxica, especialment per al bestiar i les mascotes. Ingerir la planta pot causar símptomes com nàusees, vòmits, diarrea i dany hepàtic. En casos greus, la intoxicació pot portar a la mort. Les baies i fulles són particularment tòxiques, i la intoxicació és més comuna quan els animals ingereixen grans quantitats de la planta.[30]
- Jusquiam negre o herba queixalera (Hyoscyamus niger) els seus compostos tòxics són alcaloides de tropà (hiosciamina, escopolamina). El jusquiam conté alcaloides de tropà que poden causar deliri, al·lucinaciós, boca seca, augment de la freqüència cardíaca i fins i tot la mort si s'ingereix en grans quantitats. Igual que la belladona i l'herba del diable, ha estat utilitzat històricament com a al·lucinogen, però és altament tòxic. Totes les parts de la planta són tòxiques, especialment les llavors i les fulles.[30]
- Eufòrbia (Euphorbia spp.) els seus compostos tòxics són l'euforbina i altres compostos irritants. Encara que no tan letals com altres plantes d'aquest ordre, certes espècies d'eufòrbia contenen compostos que poden irritar la pell, els ulls i les membranes mucoses. La saba lletosa produïda per aquestes plantes pot causar greus erupcions cutànies, irritació ocular i problemes gastrointestinals si s'ingereix. La saba, que sol ser blanca i lletosa, és tòxica tant per als humans com per als animals. El contacte directe amb la saba pot causar irritació a la pell, i la ingestió pot causar nàusees i vòmits.